# REP Type N
 (janvier 2020).
Si vous disposez d'ouvrages ou d'articles de référence ou si vous connaissez des sites web de qualité traitant du thème abordé ici, merci de compléter l'article en donnant les références utiles à sa vérifiabilité et en les liant à la section « Notes et références ».
 (janvier 2020).
Pour les articles homonymes, voir REP.
 (janvier 2020).
Le contenu est difficilement compréhensible vu les erreurs de traduction, qui sont peut-être dues à l'utilisation d'un logiciel de traduction automatique.
Le REP Type N est un monoplan de reconnaissance militaire produit en France en 1914.

## Conception et développement
Il s'agissait d'un monoplan à voilure moyenne avec un train d'atterrissage classique avec une béquille située au niveau de la queue. Le fuselage a été construit en tubes d'acier et était de la section transversale triangulaire, avec une excroissance ressemblant à une dérive sous le fuselage. Le pilote et l'observateur étaient assis en tandem, cockpit ouvert. Le contrôle de l'axe de roulis se fait par gauchissement, par déformation asymétrique des ailes modifiant ainsi leur portance.